# Élection présidentielle nigérienne de 1970
L'élection présidentielle nigérienne de 1970 a lieu le 1er octobre 1970 afin d'élire le président de la République du Niger.
Depuis son indépendance en 1960, le Niger est un régime à parti unique avec le PPN-RDA comme seul parti autorisé. Son chef, le président sortant Hamani Diori et seul candidat, est réélu président de la République.

## Résultats
|                          | Hamani Diori             | PPN-RDA                  | 1 907 673 | 100   |  |  |
|                          |                          |                          |           |       |  |  |
| Votes valides            | Votes valides            | Votes valides            | 1 907 673 | 99,85 |  |  |
| Votes blancs et nuls     | Votes blancs et nuls     | Votes blancs et nuls     | 2 953     | 0,15  |  |  |
| Total                    | Total                    | Total                    | 1 910 626 | 100   |  |  |
| Abstention               | Abstention               | Abstention               | 32 118    | 1,65  |  |  |
| Inscrits / participation | Inscrits / participation | Inscrits / participation | 1 942 744 | 98,35 |  |  |